# Wilmya Zimmermann
Pour les articles homonymes, voir Zimmermann.
Wilmya Zimmermann, née le 30 juillet 1944 à Heerlen, est une femme politique néerlandaise.
Membre du Parti social-démocrate, elle est députée européenne pour l'Allemagne de 1994 à 1999, alors qu'elle n'a pas la nationalité allemande.